# Itabiomyia fulvescens
Itabiomyia fulvescens är en tvåvingeart som beskrevs av Townsend 1927. Itabiomyia fulvescens ingår i släktet Itabiomyia och familjen parasitflugor. Inga underarter finns listade i Catalogue of Life.